# Давронова, Шарифа Жамшеровна
Шарифа Жамшеровна Давронова (узб. Sharifa Davronova; род. 27 сентября 2006 года, Самарканд, Самаркандская область, Узбекистан) — узбекская легкоатлетка, специализирующаяся на тройном прыжке, член сборной Узбекистана по лёгкой атлетике. Многократная чемпионка Узбекистана, победительница Кубка Узбекистана, а также победительница Чемпионата мира по лёгкой атлетике U20 и Чемпионата Азии по лёгкой атлетике U18. В 2022 году завоевала золотую медаль на Играх исламской солидарности, а в 2023 году выиграла Чемпионат Азии по лёгкой атлетике в помещении и Летние Азиатские игры.

## Биография
Шарифа Давронова родилась 27 сентября 2006 года в Самарканде. С 2016 года начинает заниматься лёгкой атлетикой под руководством тренера Музафара Каримова.
С 2020 года Шарифа начинает принимать участие в крупных соревнования республики. В этом году она выиграла Чемпионат Узбекистана и Кубок Узбекистана, а также Чемпионат Узбекистана среди юниоров в беге на 100 метрах и в соревнованиях в тройном прыжке. С 2021 года принимает участие в международных соревнованиях в составе сборной Узбекистана. В этом году на соревнованиях «Мемориал Гусмана Косанова» в Алма-Ате (Казахстан) завоевала золотую медаль с результатом 13.01 метра. В конце года на международных соревнованиях среди юниоров 2004 года рождения в Нур-Султане (Казахстан) завоевала золотую медаль в беге на 60 метрах и в тройном прыжке.
В 2022 году начала год с победы на Чемпионате Узбекистана и Кубке Узбекистана. В мае этого же года на международных соревнованиях «Olimpik Deneme Yarışmaları» в Бурсе (Турция) выиграла золотую медаль в беге на 100 метров и в тройном прыжке. Однако на соревнованиях «Мемориал Гусмана Косанова» в Алма-Ате (Казахстан) была всего лишь третьей с результатом 13,80 метра. На Чемпионате мира по лёгкой атлетике U20 в Кали (Колумбия) выиграла золотую медаль с результатом 14,04 метра.
В августе 2022 года на V Играх исламской солидарности в Коньи (Турция) с результатом 14,30 метра выиграла золотую медаль. Осенью этого же года стала чемпионкой на открытом Чемпионате стран Центральной Азии, а затем победила на Чемпионате Азии U18 в соревнованиях по прыжкам в длину и в тройном прыжке.
В 2023 году на Чемпионате Азии по лёгкой атлетике в помещении в Астане (Казахстан) в соревновании тройного прыжка с результатом 13,98 метра завоевала золотую медаль. 7 марта 2023 года указом президента Узбекистана за свои спортивные достижения Шарифа Давронова награждена медалью «Кележак бунёдкори». В этом же году впервые принимала участие на Чемпионате мира по лёгкой атлетике в Будапеште (Венгрия), где с результатом 13.66 метра, заняла 24 место. За успехи в спорте Азиатская легкоатлетическая ассоциация назвала Шарифу Давронову «Самой лучшей молодой легкоатлеткой года».
4 октября 2023 года на Летних Азиатских играх в Ханчжоу (Китай) в соревнованиях тройного прыжка с результатом 14,09 метра завоевала золотую медаль.